# Reinaldo Freitas Belo
Reinaldo Correia Freitas Belo († 1984 in Osttimor), Kampfname Kilik Wae Ga’e (Kilik Wae Gae), war ein Kommandant der Forças Armadas de Libertação Nacional de Timor-Leste (FALINTIL), die gegen die indonesischen Besatzer kämpfte. Er gehörte zum marxistisch-leninistischen Flügel der FRETILIN.

## Leben
Anfang 1976 war Belo Kommandeur der Forças Armadas de Libertação Nacional de Timor-Leste (FALINTIL) in der Region Baucau. Später gehörte er zu den Kommandanten in der Widerstandsbasis am Matebian. Meinungsverschiedenheiten zwischen ihm und den Kommandanten Sera Key schwächten die Verteidigung. Nach der Zerstörung der Basis 1978 kämpfte er zusammen mit Xanana Gusmão in der Region Lautém gegen die Indonesier. 1979 war Belo einer der fünf verbliebenen militärischen Kommandanten, die sich mit Gusmão und den vier anderen politischen Führern in Titilari trafen, um den Widerstand neu zu formieren. Vom 1. bis zum 8. März 1981 fand am Berg Aitana (Subdistrikt Lacluta) ein Treffen der FRETILIN statt. Dabei wurde Xanana Gusmão zum neuen Chef der FALINTIL gewählt. Gusmão wurde neuer Kommandant der FALINTIL. Belo wurde zum Stabschef und in das Zentralkomitees der FRETILIN (CCF) aufgenommen.
1984 versuchte Belo, zusammen mit seinem Stellvertreter Mauk Moruk, dessen Untergebenen Oligari Asswain und einem weiteren FALINTIL-Kommandant gegen Xanana Gusmão einen Umsturz. Gusmão wurde Verrat vorgeworfen, weil er die verschiedenen osttimoresischen Kräfte gegen die Indonesier politisch einen wollte. Gusmão warf der Gruppe fehlendes Pflichtgefühl und militärische Fehler aufgrund von Eigenmächtigkeiten vor. Zu einem von Gusmão einberufenen Reorganisationstreffen der FALINTIL in Liaruca im September 1984, erschienen die aufbegehrenden Kommandanten nicht. Stattdessen versuchten sie in Same andere Kommandanten für sich zu gewinnen. Am 4. September wurde in Liaruca eine radikale Umstrukturierung der militärischen Kommandostruktur beschlossen. Belo und Mauk Moruk wurden zusammen mit drei anderen Männern wegen Aufruhr aus dem Zentralkomitee geworfen. Gusmão wurde neben Kommandeur nun auch zum Stabschef der FALINTIL. Belo konnte einer Gefangennahme entkommen, erschoss sich aber später selbst, nach Angaben von Gusmão. Er unterstellte Belo später psychische Probleme. Andere FALINTIL-Kommandanten geben an, Belo sei in einem Gefecht mit den Indonesiern umgekommen. Die Niederschlagung des Umsturzversuches nutzte Gusmão, um die marxistische Ideologie der FRETILIN im Widerstand über Bord zu werfen.

## Sonstiges
Belo war ab 1977 mit der Freiheitskämpferin und späteren Politikerin Ilda Maria da Conceição verheiratet.
2006 wurde Belo postum der Ordem das Falintil verliehen und am 20. Mai 2019 von Präsident Francisco Guterres der Ordem de Timor-Leste (Collar).